# Irlenbach (Wüstung)

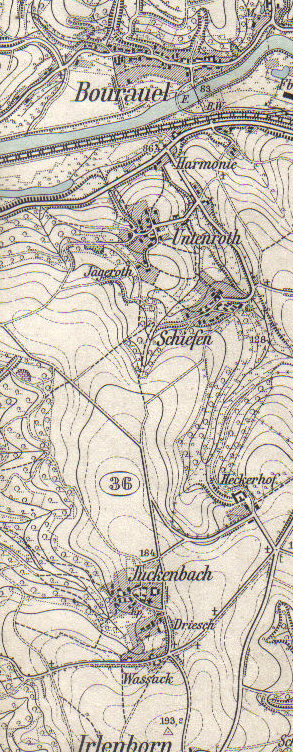
Der Irlenbach auf einer Karte von 1900

Irlenbach ist eine untergegangene Ortschaft und Honnschaft in der Gemeinde Eitorf im Rhein-Sieg-Kreis im Süden Nordrhein-Westfalens, benannt nach dem sie durchfließenden Erlenbach.
Zu Irlenbach gehörten
- Erlenbach selbst, das in der Nähe der Kirche Harmonie gelegen sein muss und völlig verschwunden ist, ein Ort oder Hof mit Mühlenrechten
- Juckenbach, heute Wassack
- Driesch, heute Wassack
- Heck, der zu Burg Welterode gehörende Heckerhof
- Schiefen, 1645 erstmals als Orscheifen erwähnt
- Roth, 1560 erstmals erwähnt und später als Abgrenzung zu Obenroth Untenroth genannter Ort, zu dem auch ein 1645 erwähnter Thomashof gehörte
- Jägeroth, ein untergegangenes, erstmals 1550 erwähntes Gehöft des Klosters Merten
- Sattelgut Viehhof
- Bourauel